# Courrières
Courrières [kuʁjɛʁ] ist eine französische Stadt mit 10.160 Einwohnern (Stand 1. Januar 2022) im Département Pas-de-Calais in der Region Hauts-de-France nahe der Stadt Lens. Hier zweigt der Schifffahrtskanal Canal de Lens von der kanalisierten Deûle ab. 
Die Kleinstadt lag im Zentrum des ehemaligen Nordfranzösischen Kohlereviers und war Mittelpunkt eines Bergwerks gleichen Namens. Das Grubenunglück von Courrières im Jahr 1906 forderte 1099 Menschenleben.
Die Partnerstädte von Courrières sind Aylesham (Kent, England), Barlinek (Polen) und Weißenthurm (Deutschland). 

## Bevölkerungsentwicklung

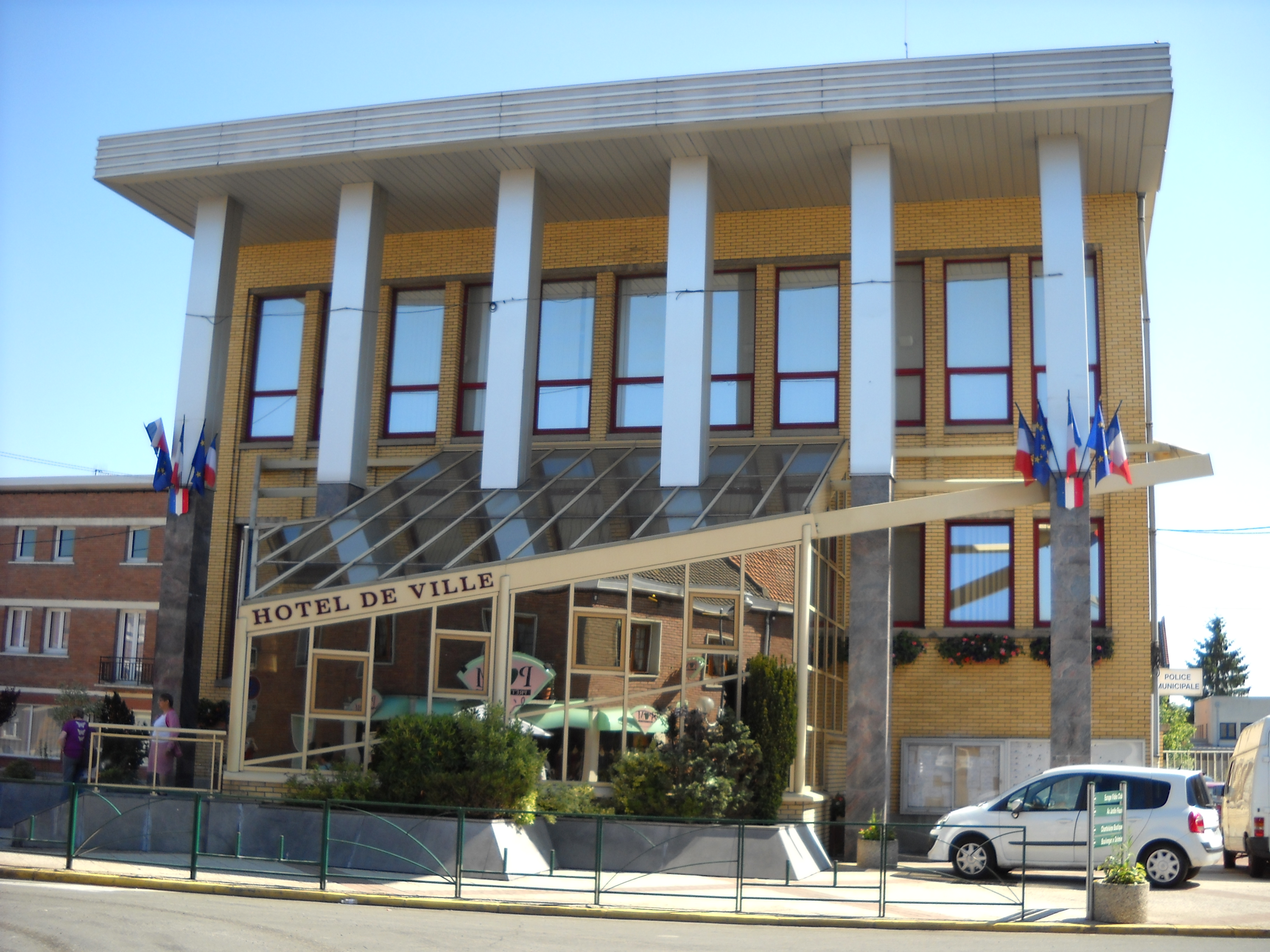
Hôtel de ville (Rathaus)

| Jahr                       | 1962 | 1968 | 1975   | 1982   | 1990   | 1999   | 2011   | 2020   |
| Einwohner                  | 7738 | 9296 | 12.491 | 12.612 | 11.376 | 10.588 | 10.618 | 10.360 |
| Quellen: Cassini und INSEE |      |      |        |        |        |        |        |        |

## Persönlichkeiten
- Jehan de Montmorency (* 1500; † um 1563), spanischer Botschafter im Vereinigten Königreich
- Jules Breton (1827–1906), Maler
- Virginie Demont-Breton (1859–1935), Malerin
- Catherine Plewinski (* 1968), Schwimmerin
- Djamel Ainaoui (* 1975), Ringer